# Bälinge (Uppsala)
Pour les articles homonymes, voir Bälinge.
Bälinge est une localité de Suède près d'Uppsala.